# Микула Ноуа (Сату Маре)
Микула Ноуа (рум. Micula Nouă) насеље је у Румунији у округу Сату Маре у општини Микула. Oпштина се налази на надморској висини од 122 m.

## Становништво
Према подацима из 2002. године у насељу је живело 444 становника.

### Попис2002.
| Расподела становништва по националности 2002.‍ | Расподела становништва по националности 2002.‍ | Расподела становништва по националности 2002.‍ | Расподела становништва по националности 2002.‍ | Расподела становништва по националности 2002.‍ |
| --------------------------------------------- | --------------------------------------------- | --------------------------------------------- | --------------------------------------------- | --------------------------------------------- |
|                                               |                                               |                                               |                                               |                                               |
| Румуни                                        | Румуни                                        |                                               | 362                                           | 82,1%                                         |
| Мађари                                        | Мађари                                        |                                               | 6                                             | 1,4%                                          |
| Украјинци                                     | Украјинци                                     |                                               | 73                                            | 16,6%                                         |